# Skurholmsfjärden
Skurholmsfjärden är en sjö i Luleå kommun i Norrbotten och ingår i Altersundet-Luleälvens kustområde. Sjön har en area på 0,618 kvadratkilometer och ligger 0 meter över havet.

## Delavrinningsområde
Skurholmsfjärden ingår i det delavrinningsområde (729088-179371) som SMHI kallar för Utloppet av Skurholmsfjärden. Medelhöjden är 8 meter över havet och ytan är 3,09 kvadratkilometer. Det finns ett avrinningsområde uppströms, och räknas det in blir den ackumulerade arean 3,35 kvadratkilometer. Avrinningsområdets utflöde mynnar i havet. Bebyggelsen i området täcker en yta av 3,36 kvadratkilometer eller 98 procent av avrinningsområdet.